# Qualea gestasiana
Qualea gestasiana là một loài thực vật có hoa trong họ Vochysiaceae. Loài này được A.St.-Hil. miêu tả khoa học đầu tiên năm 1820.